# Nikolaj Semjonov
Nikolaj Nikolajevitj Semjonov, född 15 april 1896 i Saratov, död 25 september 1986 i Moskva, var en sovjetisk kemist och fysiker. År 1956 erhöll han Nobelpriset i kemi för sin forskning om reaktionsmekanismer, särskilt vid förbränning. Han delade priset med Cyril Hinshelwood.

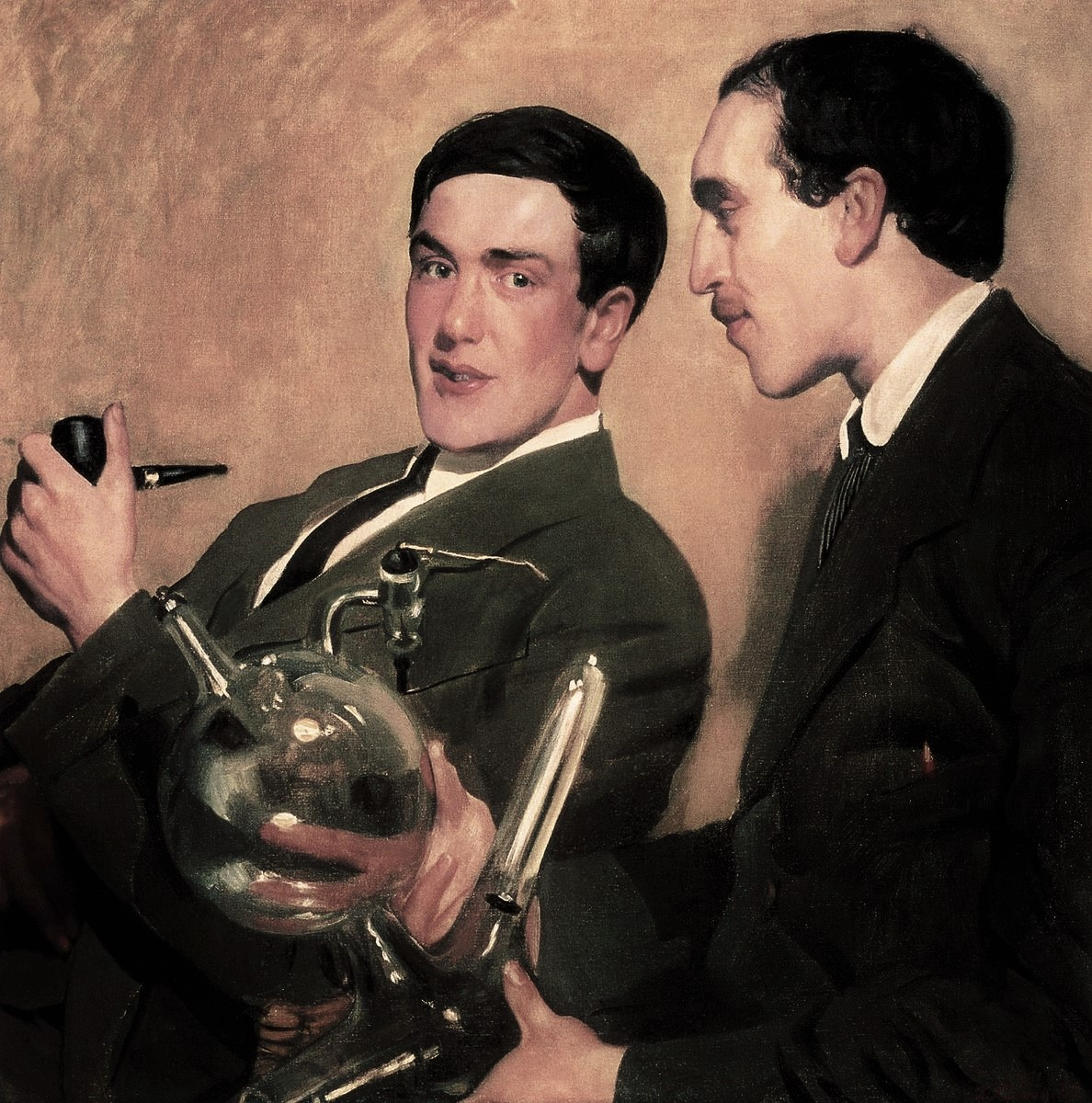
Nikolaj Semjonov (till höger) och Pjotr Kapitsa. Målning av Boris Kustodijev.

## Utmärkelser
- Statliga Stalinpriset, 2:a graden,  1941
- Leninorden,  10 juni 1945
- Arbetets Röda Fanas orden,  10 juni 1946
- Statliga Stalinpriset, 2:a graden,  1949
- Leninorden,  29 oktober 1949
- Leninorden,  1953
- Leninorden,  1954
- Nobelpriset i kemi, med  Cyril Hinshelwood,  1956[4][5]
- Leninorden,  8 maj 1956
- Utländsk ledamot av Royal Society,  24 april 1958[6]
- Socialistiska arbetets hjälte,  14 april 1966
- Leninorden,  14 april 1966
- ”Hammare och skära”-guldmedaljen,  14 april 1966
- Lomonosov-guldmedaljen,  1969
- Leninorden,  1971
- Leninpriset,  1976
- Leninorden,  14 april 1976
- Socialistiska arbetets hjälte,  14 april 1976
- ”Hammare och skära”-guldmedaljen,  14 april 1976
- Leninorden,  18 december 1981
- Oktoberrevolutionsorden,  14 april 1986
- Jubileumsmedalj ”För firandet av 100-årsdagen av Vladimir Lenins födelse”
- Statliga Stalinpriset

[Redigera Wikidata]